# Daniel Olave
Daniel Olave Miranda (Santiago, 1968)es un periodista, guionista, crítico y profesor de cine chileno.

## Biografía
Licenciado en Comunicación Social por la Universidad de Chile. Ha trabajado en revistas como Enfoque, APSI, Qué Pasa y Paula; así como con los diarios La Nación, El Mercurio, La Tercera, Las Últimas Noticias y Diario Siete. Ha sido además comentarista o conductor en programas de radio Usach, Zero, Caracol y Bío Bío; y en los canales Televisión Nacional de Chile, Chilevisión y Canal 13.
Asimismo, ha trabajado como comentarista, asesor y libretista de televisión en Extra Jóvenes, Cine Vídeo, La Mañana del 13, Pantalla Abierta y Con Ustedes.
También creó y condujo Onda Retro, de Canal 13, y ha sido creativo de Radio Zero y conductor de los programa Archivos Zero y Viaje al Fondo del Dial (Apes 2000). Ha sido creador y guionista de la serie de TV Vivir al Día (La Red) y guionista y codirector del videoclip "Arrebol", de Los Jaivas, y del documental "Sangre Eterna: Making of”.
Es autor de los libros:
- Chile vs Hollywood (Grijalbo, 1996).[1]
- Perdidos en la Pantalla (Huelén, 1998).[1]
- Pantalla Prohibida (Grijalbo, 2001).[1]
- Cuentometrajes (Alfaguara, 2011).[1]

En 2008 se incorpora como Editor de Programas de ADN Radio Chile y participa en el programa Es lo que hay de esa emisora.
Entre agosto y octubre de 2009 trabaja como asesor creativo del programa "El Menú de Tevito".
Entre diciembre de 2009 y marzo del 2010 fue editor del área de Docu-reality de Canal 13.
Fue creador y editor general del sitio web dedicado al cine Todocine.cl.
Desde el año 2005 hasta 2011 se desempeñó como asesor de la Dirección de Programación de Canal 13 TV, en el área de compra y programación de programas envasados (series, películas, etc.).
Desde el 2007 está a cargo de los Talleres de Apreciación Cinematográfica que se realizan en Cine Hoyts, de los que también fue creador, y que actualmente se realizan en el Centro Mori. Es director de Pantalla Activa, una iniciativa dirigida a la creación de audiencias y que se dedica a realizar talleres de cine gratuitos por diversas comunas y regiones del país. El año 2011 obtuvo el Fondo Audiovisual del Consejo de la Cultura para desarrollar este programa. 
Es el creador y editor de "Todocine", un programa de televisión exhibido el año 2013 por Canal 13C, que animó junto a la actriz Loreto Aravena.